# احمد نجیب‌زاده
احمد نجیب‌زاده (متولد ۲۹ مهر ۱۳۱۹ در شیراز – درگذشته ۸ اردیبهشت ۱۳۷۸ در تهران) یک فیلم‌نامه‌نویس و کارگردان اهل ایران بود. نجیب‌زاده در طول فعالیت هنری خود، ۷۶ فیلمنامه سینمایی را در کارنامهٔ خود دارد که از این نظر میان فیلمنامه‌نویسان ایرانی رکود شکن است.

## سینمایی

### کارگردان
- طبل توخالی (۱۳۶۲)
- اشک تمساح (۱۳۶۱)
- شاه دزد (۱۳۵۹)
- رسوای عشق (۱۳۵۰)
- شراره (۱۳۵۰)
- آینه زمان (۱۳۴۹)
- جنجال عروسی (۱۳۴۹)
- عشق آفرین (۱۳۴۸)
- ازدواج ایرانی (۱۳۴۷)
- چهار خواهر (۱۳۴۶)
- عروس تهران (۱۳۴۶)

### نویسنده
- زخم خنجر رفیق (۱۳۵۷)
- لبه تیغ (۱۳۵۷)
- کلام حق (۱۳۵۶)
- بی‌گناه (۱۳۵۵)
- ستیز (فیلم ۱۳۵۵) (۱۳۵۵)
- عنتر و منتر (۱۳۵۵)
- غیرت (فیلم ۱۳۵۵) (۱۳۵۵)
- میهمان (فیلم ۱۳۵۵) (۱۳۵۵)
- آلوده (فیلم) (۱۳۵۴)
- اخم نکن سرکار (۱۳۵۴)
- انگشت‌نما (۱۳۵۴)
- پاشنه طلا (۱۳۵۴)
- چشمان بسته (۱۳۵۴)
- رقیب (فیلم ۱۳۵۴) (۱۳۵۴)
- همت (فیلم) (۱۳۵۴)
- آقا رضای گل (۱۳۵۳)
- الکی خوش (۱۳۵۳)
- این دست کجه (۱۳۵۳)
- تهمت (فیلم ۱۳۵۳) (۱۳۵۳)
- جوانمرد (۱۳۵۳)
- دختران بلا، مردان ناقلا (۱۳۵۳)
- کنیز (فیلم ۱۳۵۳) (۱۳۵۳)
- گل پری جون (۱۳۵۳)
- مرد شب (۱۳۵۳)
- اکبر دیلماج (۱۳۵۲)
- تیغ آفتاب (فیلم ۱۳۵۲)
- در آخرین لحظه (۱۳۵۲)
- دشمن (فیلم ۱۳۵۲) (۱۳۵۲)
- روسیاه (۱۳۵۲)
- کاکا سیاه (فیلم) (۱۳۵۲)
- کج کلاخان (۱۳۵۲)
- ناخدا (فیلم) (۱۳۵۲)
- پخمه (۱۳۵۱)
- تولدت مبارک (۱۳۵۱)
- کاکل زری (۱۳۵۱)
- مردان خلیج (۱۳۵۱)
- مهدی مشکی و شلوارک داغ (۱۳۵۱)
- یک میلیونر و دو مفلس (۱۳۵۱)
- رسوای عشق (۱۳۵۰)
- شراره (فیلم ۱۳۵۰) (۱۳۵۰)
- قصاص (۱۳۵۰)
- مردان خشن (۱۳۵۰)
- نوبر اصفهان (۱۳۵۰)
- آینه زمان (۱۳۴۹)
- جنجال عروسی (۱۳۴۹)
- حادثه جویان (۱۳۴۹)
- سوگلی (۱۳۴۹)
- مردی از جنوب شهر (۱۳۴۹)
- بازی خطرناک (۱۳۴۸)
- تک‌خال (۱۳۴۸)
- سرود زندگی (۱۳۴۸)
- سوگند سکوت (۱۳۴۸)
- عشق آفرین (۱۳۴۸)
- ازدواج ایرانی (۱۳۴۷)
- بهرام شیردل (فیلم) (۱۳۴۷)
- تحفه هند (فیلم ۱۳۴۷) (۱۳۴۷)
- دختر عشوه گر (۱۳۴۷)
- ریکاردو (فیلم) (۱۳۴۷)
- شاهراه زندگی (۱۳۴۷)
- هفت دختر برای هفت پسر (۱۳۴۷)
- عروس تهران (۱۳۴۶)
- علی‌بابا و چهل دزد (۱۳۴۶)
- گذشت بزرگ (۱۳۴۶)
- بیست سال انتظار (۱۳۴۵)
- دو انسان (۱۳۴۵)
- سه بمب آتشین (۱۳۴۵)
- سه قهرمان (۱۳۴۵)
- مأمور دو جانبه (۱۳۴۵)
- جلاد (فیلم ۱۳۴۴) (۱۳۴۴)
- ده سایه خطرناک (۱۳۴۴)
- مرد ده میلیون تومانی (۱۳۴۴)
- جاهل محل (۱۳۴۳)
- دختر ولگرد (۱۳۴۳)
- عروس فرنگی (۱۳۴۳)
- اشک‌ها و خنده‌ها (۱۳۴۲)
- دوستت دارم (۱۳۴۲)

## مجموعه تلویزیونی
- اشک تمساح
- شاه‌دزد
- طبل توخالی
- همشاگردی‌ها